# Sueli Ramalho
Sueli Ramalho Segala (Rio de Janeiro, 1964) é uma atriz, escritora, professora de línguas e intérprete brasileira. Coordena o Departamento de LIBRAS numa universidade em São Paulo, no Brasil, faz trabalhos de intérprete em fóruns de congressos. É surda e teve contato com 32 línguas de sinais.

## Infância
Sueli nasceu no seio de uma família de surdos (mais de 30 pessoas da família, quer paterna, quer materna, são surdos). É surda de perda bilateral profunda, de nascença.
Quando criança, achava que o mundo era deficiente, em oposição à sua própria casa, onde todos eram normais. Sendo a Libras a sua língua materna, na rua, ficava com dó das outras crianças, pois elas não falavam com as mãos. Os pais lhe diziam: não falam com as mãos porque ouvem (apontavam para o ouvido), mas Sueli achava (como é comum a crianças com surdez profunda de nascença) que ouvido não tinha função a não ser a de pendurar o brinco, pois o surdo profundo não entende o conceito de som, sendo que apenas sente vibrações. Ensinava às amigas o alfabeto de sinais, para poderem se entender. Assim aprendeu que todas as coisas têm nome (para os surdos, todas as coisas têm um sinal, ou nome gestual).
Os pais, que trabalhavam numa Associação de Surdos, ao verem que a menina tinha talento para lidar com a língua oral, colocaram-na, aos quatro anos, a dar aulas de língua portuguesa aos surdos, nessa mesma associação.

## Formação em línguas de sinais
Os pais de Sueli eram surdos, sua mãe frequentou o INES, a primeira escola, no Rio de Janeiro, para onde vinham todos os surdos, de todos os estados, com sinais diferentes, o que fazia com que aprender sinais diferentes fosse relativamente simples. Seu pai era pintor de quadros, em São Paulo, que na época era um ponto turístico para onde vinham surdos dos outros países, ficavam em casa de Sueli, o que dava origem a um intercâmbio linguístico. A avó de Sueli era italiana, pelo que lhe possibilitou também aprender outra língua de sinais.
Proveniente de uma família que não acredita em preconceito, apenas em falta de informação, Sueli, desde muito jovem, se integrou tanto na comunidade surda, como na ouvinte. Fala correctamente em português oral, chegando ao ponto de muita gente não saber que ela é surda, pensando que é estrangeira, ou tem língua presa, ou que está afónica, o que é incomum em pessoas surdas. Começou a falar com mais fluência  apenas aos 17 anos.
Tem um filho ouvinte, Felipe, o primeiro ouvinte de três gerações, fruto de seu casamento com um ouvinte. Felipe faz trabalhos como intérprete de língua de sinais.
Formada em Letras Português-Espanhol, pelo Centro Universitário Unisant'Anna.
Graduada em Letras-Libras, pela Universidade Federal de Santa Catarina.
Pós Graduada em Gestão de Pessoas em RH pelo Centro Universitário UniSantanna

## Obras
- Revista em 10 fasciculos de Língua de Sinais: A Imagem do Pensamento - juntamente com Catarina Kiguti Kojima.[5]
- ABC EM LIBRAS / Reis, Benedicta A. C. dos / Segala, Sueli Ramalho - ISBN 8578880021
- Livro A Imagem do Pensamento pela Editora Escala Educacional -ISBN 9788537717165

### Literatura
| 2009 | Abc em libras                    |
| 2012 | IMAGEM DO PENSAMENTO, A - LIBRAS |